# Anak Verhoeven
Anak Verhoeven (15 juli 1996) is een Belgische klimmer.

## Levensloop
Verhoeven startte met klimmen toen ze vier was. Bij de jeugd werd ze in 2014 Europees kampioene in Edinburgh. In 2015 nam ze bij de junioren deel aan het WK in Italië waar ze in haar laatste jaar bij de junioren wereldkampioen werd.
In 2016 nam Verhoeven deel aan het WK in Parijs. Daar behaalde ze samen met Janja Garnbret als enige de top. Maar op basis van de resultaten in de halve finale waar Garnbret aan de leiding stond kreeg Garnbret goud en ging het zilver naar Verhoeven. Door het goede resultaat op het WK stond Verhoeven op nummer 1 in de wereldranglijst.

## Palmares
| Jaar | evenement   | plaats              | Resultaat |
| ---- | ----------- | ------------------- | --------- |
| 2013 | EK Junioren | Imst                | Zilver    |
| 2014 | EK Junioren | Edinburgh           | Goud      |
| 2015 | EK Junioren | Edinburgh           | Zilver    |
| 2015 | WK Junioren | Arco                | Goud      |
| 2016 | WK          | Parijs              | Zilver    |
| 2016 | Wereldbeker | diverse             | Zilver    |
| 2017 | EK          | Campitello di Fassa | Goud      |

### Wereldbeker
| jaar | datum               | plaats              | resultaat |
| ---- | ------------------- | ------------------- | --------- |
| 2015 | 10/07/2015          | Chamonix            | 4e        |
| 2015 | 14/07/2015          | Briançon            | 3e        |
| 2015 | 31/07/2015          | Imst                | 8e        |
| 2015 | 21/08/2015          | Stavanger           | Brons     |
| 2015 | 26/09/2015          | Puurs               | Brons     |
| 2015 | 17/10/2015          | Wujiang             | Zilver    |
| 2015 | 14/11/2015          | Kranj               | 5e        |
| 2015 | Algemeen klassement | Algemeen klassement | 4e        |
| 2016 | 11/07/2016          | Chamonix            | Zilver    |
| 2016 | 15/07/2016          | Villars             | Zilver    |
| 2016 | 22/07/2016          | Briançon            | 8e        |
| 2016 | 19/08/2016          | Imst                | 5e        |
| 2016 | 26/08/2016          | Arco                | Goud      |
| 2016 | 22/10/2016          | Xiamen              | Zilver    |
| 2016 | 26/11/2016          | Kranj               | Goud      |
| 2016 | Algemeen klassement | Algemeen klassement | Zilver    |